# Тибо II (граф Шампани)
Тибо IV Великий де Блуа (фр. Thibaut IV le Grand), также известен как Тибо II Шампанский (фр. Thibaut II de Champagne, 1093—10 января 1152) — граф Блуа (Тибо IV, с 1102), граф Шартра, Мо, Шатодена и Сансерра (с 1102), граф Шампани (Труа) (Тибо II, с 1125). Сын Этьена II, графа Блуа и Адель Нормандской, дочери Вильгельма Завоевателя.

## Биография
Родился в 1093 году в Блуа. Наследует своему отцу в 1102 году. В 1125 году его дядя Гуго I Шампанский вступает в рыцарский орден Тамплиеров и передаёт все свои владения, составлявшие значительную часть территории Шампани (Труа, Бар-сюр-Об, Витри и другие) Тибо IV.
В 1135 году его брат Этьен де Блуа становится королём Англии. Благодаря возросшему влиянию и своей ловкости, Тибо удаётся распространить маленькое графство Труа на всю Шампань. Он становится сюзереном 5 вассалов архиепископа Реймсского, 5 вассалов епископа Лангрского и нескольких — герцога Бургундии (в частности, графа Жуаньи). Таким образом, Тибо становится правителем крупного феодального государства с центром в Труа. С этого момента Тибо — один из главных вассалов короны с почётным титулом пфальцграфа.
Умер 8 октября 1152 года в Линьи.

## Семья и дети
Жена: (с 1123) Матильда Каринтийская (1108—1160), дочь Энгельберта II фон Спонхейм, герцога Каринтии и Юты фон Пассау. Имели детей 11 детей, в том числе:
- Генрих I Щедрый (1127—1181), граф Шампани и Бри;
- Мария, замужем за Эдом II, герцогом Бургундии;
- Тибо V Добрый (1130—1191), граф Блуа и Шартра, сенешаль Франции;
- Изабелла (1130—?), м1 — Рожер III, м2 — Гильом де Монмирай
- Стефан I (Этьен), граф де Сансерр;
- Гильом Белые Руки, архиепископ Реймский, кардинал и папский легат;
- Гуго де Блуа, аббат
- Матильда (ум. 1184), м- Ротру IV (ум. 1191), граф дю Перш
- Агнес, м- Рено II, граф де Бар;
- Адель (1140—1206), м- Людовик VII, король Франции;
- Маргарита, монахиня в Фонтевро.